# Cor Heeren
Cornelis „Cor“ Heeren (* 5. Dezember 1900 in Oudenbosch; † 7. Mai 1976 ebenda) war ein niederländischer Radrennfahrer.

## Sportliche Laufbahn
Heeren war im Straßenradsport aktiv. Er war Teilnehmer der Olympischen Sommerspiele 1924 in Paris. Im olympischen Straßenrennen belegte er den 13. Platz und war damit der beste Fahrer seiner Mannschaft. In der Mannschaftswertung kam das Team der Niederlande mit Cor Heeren auf Platz sechs.
1924 kam er in der Straßenmeisterschaft der Amateure hinter Arnold Muller auf den zweiten Platz. Von 1932 bis 1937 startete er als Unabhängiger. 1935 wurde er Vizemeister der Profis hinter Marinus Valentijn.